# Crossfaith
Crossfaith (クロスフェイス) es un grupo musical japonés de metalcore con letras en inglés, procedente de Osaka y surgido en el año 2006. El grupo se identifica por una fusión propia que combina metal, hardcore y música electrónica, y a lo largo de su trayectoria han editado dos EP los años 2008 y 2012, más dos discos de larga duración en los años 2009 y 2011. El lanzamiento del segundo EP "Zion" les supone una cantidad numerosa de giras promocionales bajo el nombre "INTO THE ZION TOUR". La primera gira fue realizada en el Reino Unido, la segunda por Asia y la tercera por Europa, las tres giras fueron exitosas ya que obtuvieron gran acogida. 
En 2013 vuelven a girar por el Reino Unido como teloneros de Bring Me The Horizon y más adelante hacen su primera gira por Estados Unidos junto a Enter Shikari, además de participar en el numeroso festival australiano Soundwave y el festival japonés Summer Sonic. En el verano del 2013 vuelven a Estados Unidos para participar en el Vans Warped Tour y en agosto lanzaron su tercer álbum de estudio "Apocalyze".
En 2015 lanzaran su cuarto álbum de estudio "Xeno", el 16 de septiembre en Japón y el 18 de septiembre en otras partes del mundo.

## Miembros
- Takemura Kazuki – Guitarras
- Kenta Koie – Voz gutural
- Amano Tatsuya – Batería
- Tamano Terufumi - Electrónica y programación

### Exmiembros
- Hiroki Ikegawa - bajo
- Daiki Koide - Guitarras

Groezrock 2013, Belgium

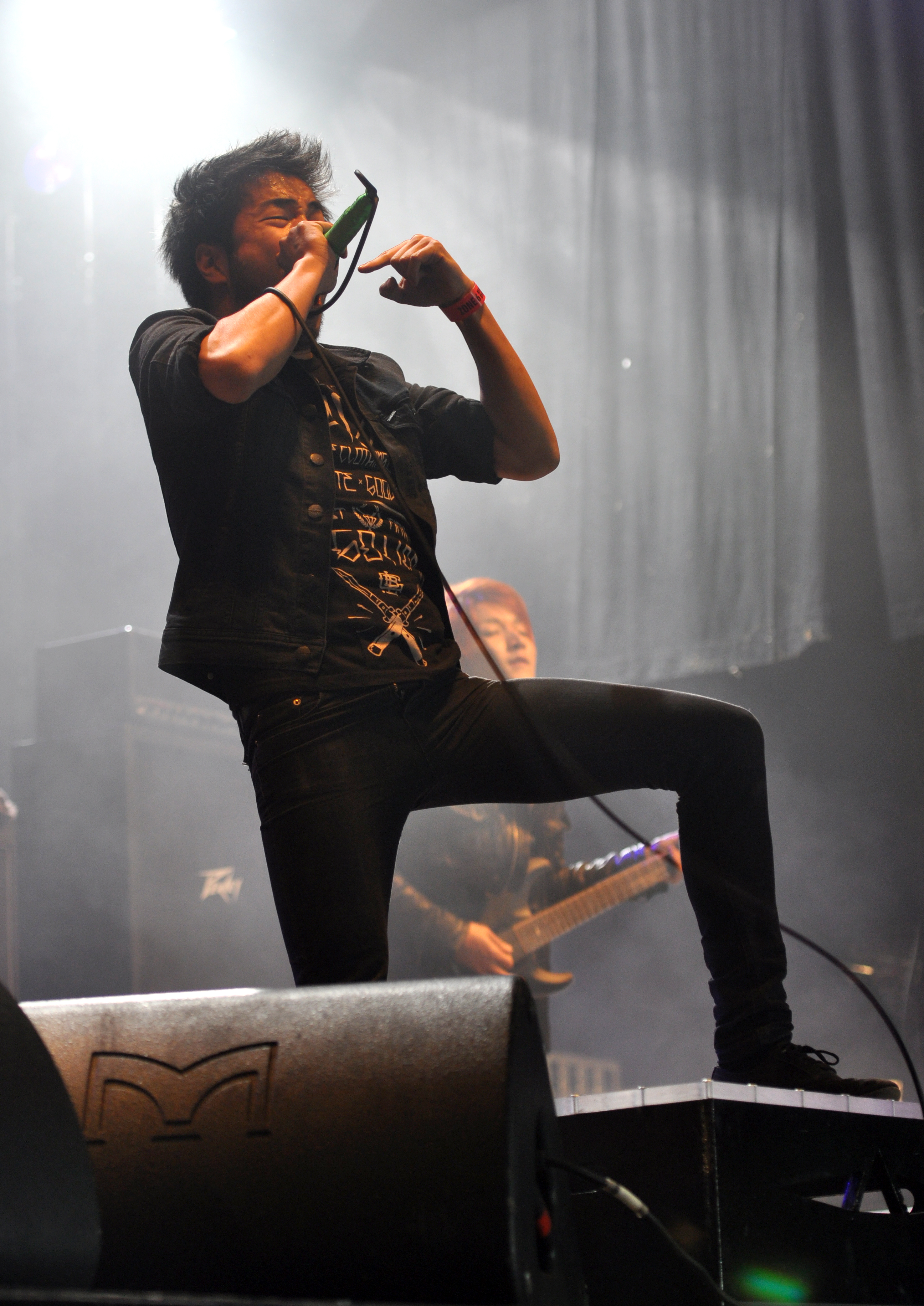
Kenta Koie
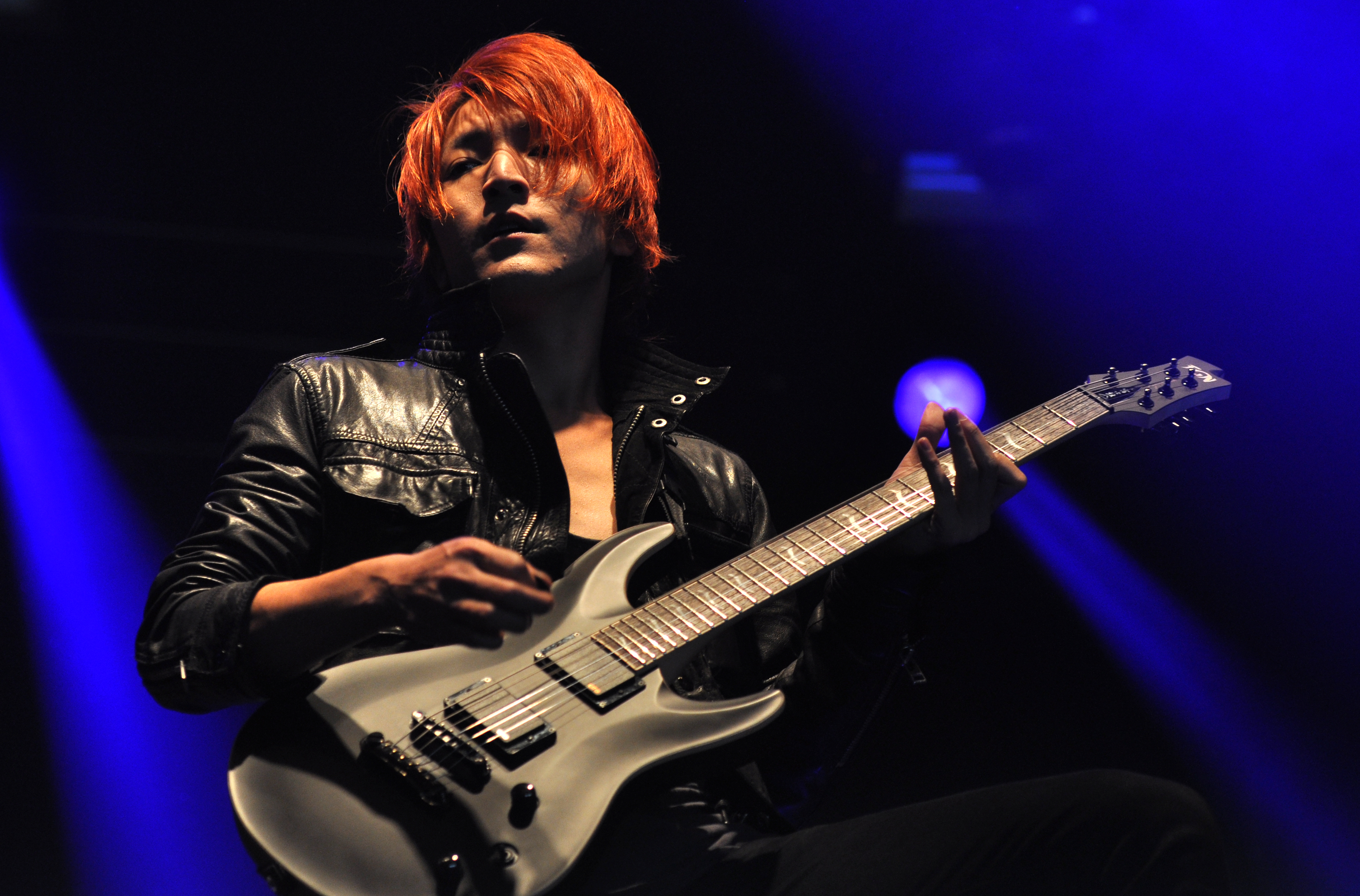
Kazuki Takemura
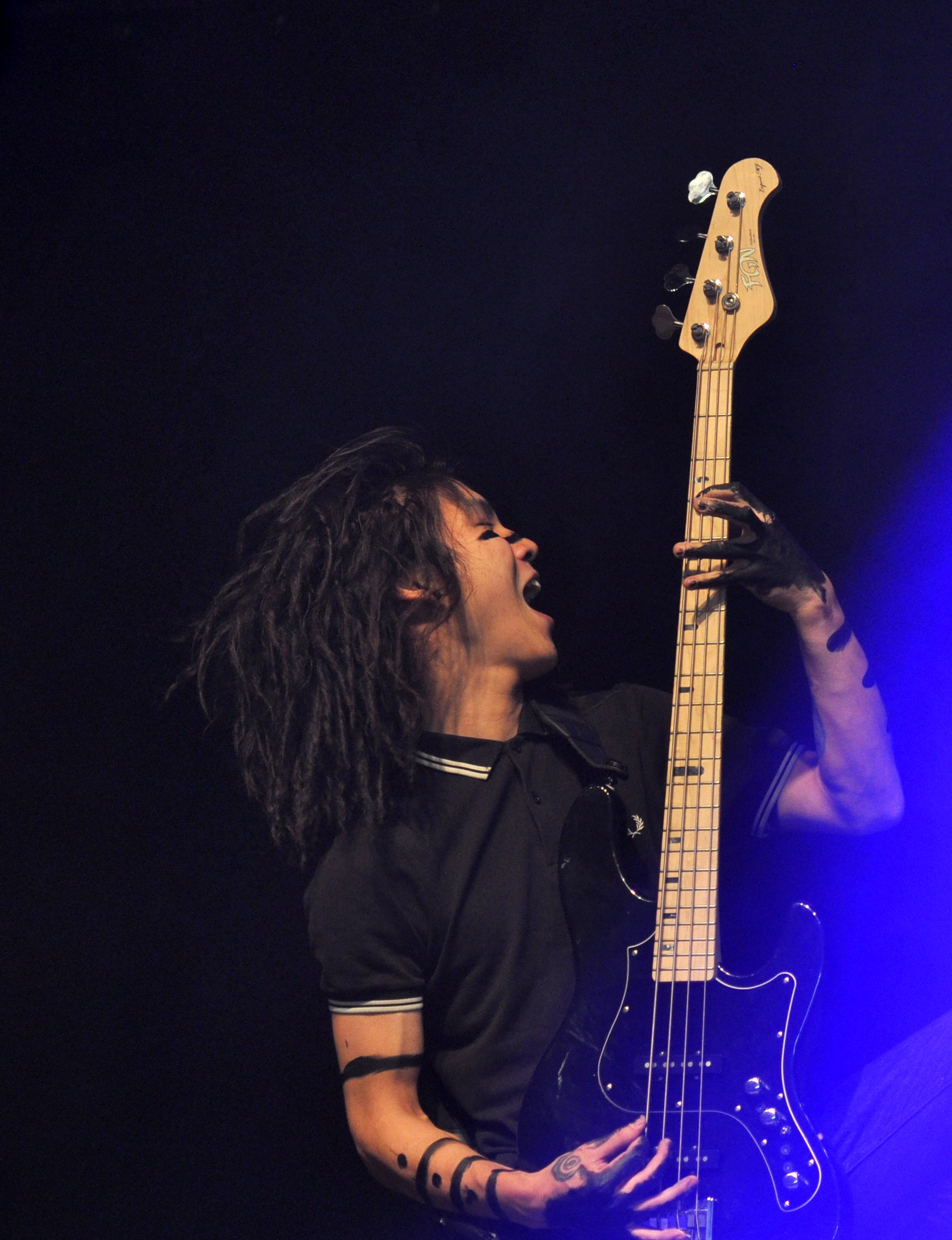
Hiroki Ikegawa
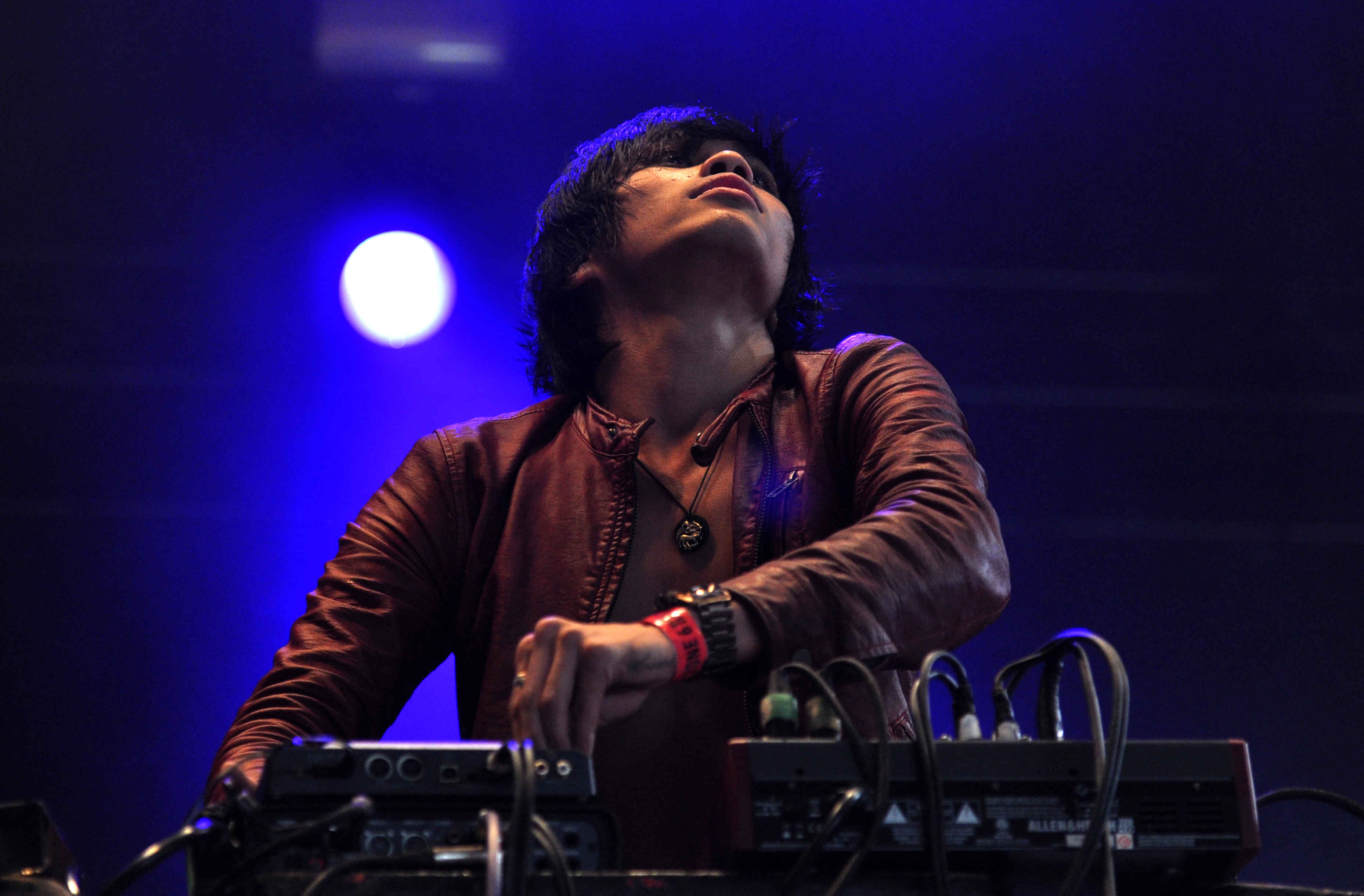
Terufumi Tamano
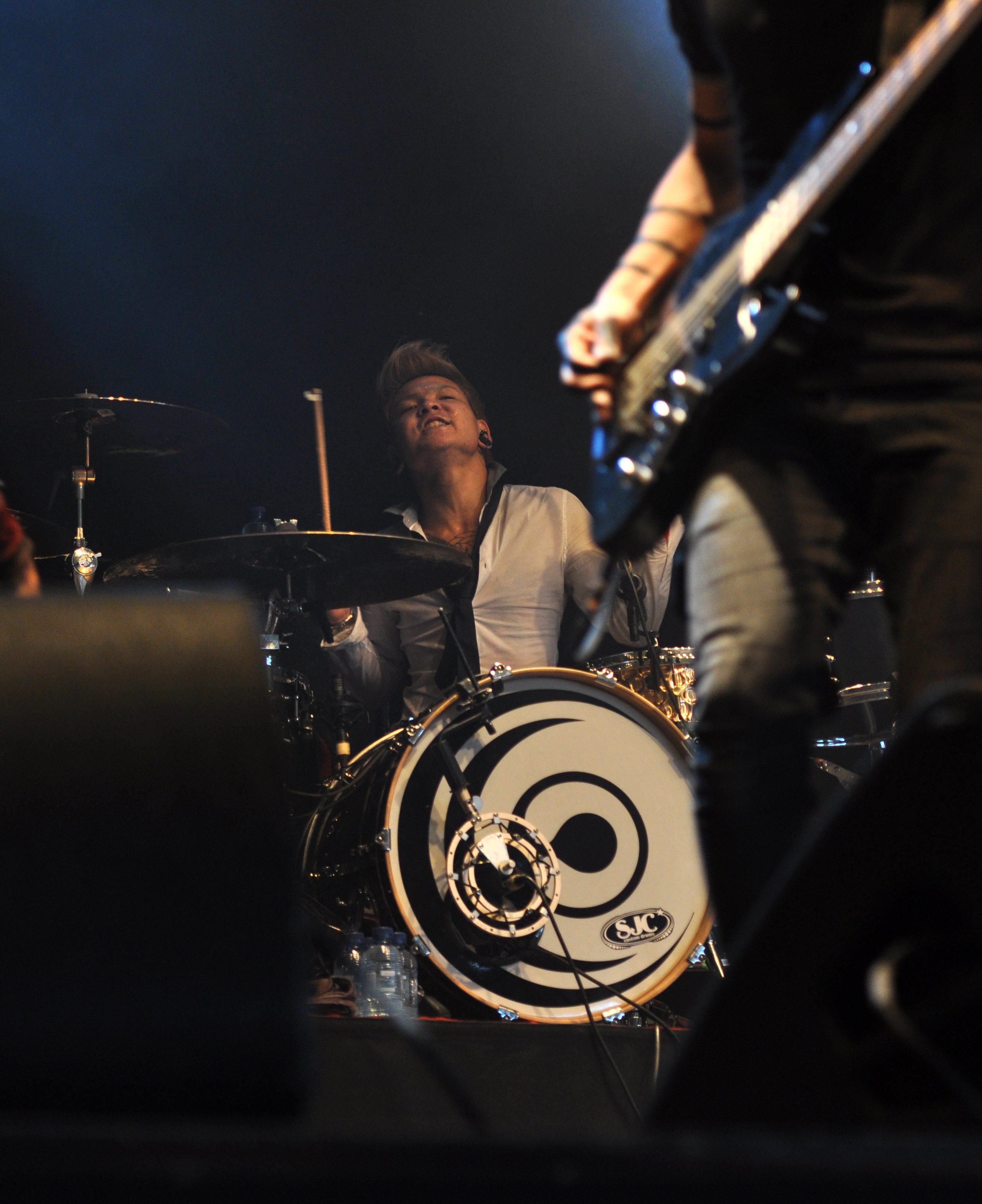
Tatsuya Amano

## Discografía

### Demos
- Blueprint of reconstruction - 2008

### EP
- Zion - 2012
- Species - 2020

### Maxisencillos
- New Age Warriors - 2016
- Freedom - 2017
- Wipeout - 2018

### Álbumes de estudio
- The Dream, the Space (2011)
- Apocalyze (2013)
- Xeno (2015)
- Ex Machina (2018)
- Ark (2024)

### Videoclips
- Fiction In Hope
- Stars Faded In Slow Motion
- Omen (The Prodigy cover)
- Snake Code (Carribean Death Roulette)
- Monolith
- Jägerbomb
- We Are The Future
- The Evolution
- Eclipse
- Madness
- Xeno (Lyric Video)
- Ghost In The Mirror (feat. Caleb Shomo from Beartooth) (Official Audio Video)
- Wildfire (feat. Benji Webbe from Skindred)
- Rx Overdrive
- Freedom (ft. Rou Reynolds from Enter Shikari)
- Rockstar Steady (ft. JESSE from The BONEZ / RIZE)
- Diavolos (Live at Zepp Tokyo, Japan)
- Wipeout (EP Version)
- Catastrophe
- The Perfect Nightmare
- Destroy (feat. Ho99o9)
- Make A Move
- Endorphin
- Digital Parasite (Official Music Video)